# Galago gallarum
El gálago somalí (Galago gallarum) es una especie de primate estrepsirrino perteneciente a la familia Galagidae. Habita en Etiopía, Kenia y Somalia. Se encuentra amenazado por la pérdida de su hábitat.

## Distribución geográfica
A diferencia de los otros gálagos es endémico de los matorrales espinosos boscosos y semiáridos que cubren extensas áreas del suroeste de Etiopía, Kenia (excepto por la franja costera semidesértica al oriente del lago Turkana y el oriente del lago Victoria) y en Somalia desde Odweina, cerca del mar Rojo yendo hacia el sur hasta la frontera con Kenia.

## Taxonomía
La especie fue descrita por Oldfield Thomas en 1901, siendo posteriormente clasificada como una de las muchas subespecies del gálago menor (Galago senegalensis). T.R. Olson, en su tesis en 1979, y en su artículo de 1986, le da el estatus de especie, hecho que no ha sido controvertido por otros investigadores. El gálago somalí se considera una especie monotípica, sin subespecies definidas.

## Descripción
ES un gálago de mediano tamaño; los machos alcanzan una longitud de 41,5 a 46,4 cm con un promedio de 43,6 cm, mientras las hembras tienen de 38 a 44,2 cm con una longitud promedio de 41,3 cm. La longitud promedio de la cola es de 25,9 cm para los machos y de 24.6 cm para las hembras. La longitud media del retropié es de 6,7 cm para los machos y de 6,3 cm para las hembras. Del mismo modo, la longitud media de las orejas para los machos es de 3,5 y 3,4 centímetros respectivamente.
La cara y cuello de este gálago es blancuzca, mientras las orejas, bordes oculares, hocico y cola son negros o marrón obscuro. El vientre es de color gris pálido en su mayor parte, excepto en los extremos donde es beige.
G. gallarum es simpátrico con G, senegalensis pero se diferencia de este por el tamaño de la parte posterior de los miembros anteriores y posteriores, orejas y cola. En su medio natural se diferencian en su aspecto general, llamados y hábitat preferido. El gálago costero de Kenia (G. cocos) es otra especie que comparte el rango de distribución del gálago somalí en el sur en Kenia y Somalia. Se diferencia del gálago menor en los llamados y el hábitat preferido, más húmedo; además, el color de las orejas de ambos gálados es distinto siendo gris en el gálago menor y marrón en el costero con un parche rosado en la parte antero-inferior de las orejas.